# Сиденье унитаза
Сиденье унитаза (стульчак) — шарнирное устройство, состоящее из круглого или овального открытого сиденья и крышки, которое крепится болтами к чаше унитаза. Сиденье устанавливают как для унитаза со сливом, так и для сухого туалета. Сиденье как правило выполнено в форме удобной для сидения, по контуру соответствующей части тела. Крышка закрывает унитаз, когда он не используется. Крышка может отсутствовать, особенно в общественных туалетах.

## Использование
Сиденье обычно поднимается, когда справляет малую нужду мужчина или во время чистки туалета. Постоянной темой обсуждения и легкого юмора является вопрос о мужчинах оставляющих сиденье поднятым и о том, чтобы мужчины опускали его после использования (особенно в интересах женщин). Часто говорят, что оставлять сиденье унитаза поднятым более удобно для мужчин, а опускать сиденье значит быть более заботливым к женщинам.
Сиденья унитаза часто имеют крышку. Крышка часто остаётся открытой, её закрывают для предотвращения попадания мелких предметов, уменьшения запаха, в эстетических целях или для создания стула в туалетной комнате. Некоторые исследования показывают, что закрытие крышки предотвращает распространение аэрозолей при смыве («туалетный аэрозоль»), которые могут быть источником передачи заболевания.

## Типы
Сиденья унитазов изготавливают в различных стилях и цветах, они могут быть изготовлены в соответствии со стилем самого туалета. Обычно они изготавливаются по форме унитаза: удлинённая чаша или обычная чаша. Сиденья для унитаза могут оснащаться медленно закрывающимися шарнирами, чтобы предотвратить громкий шум от удара о чашу.
Сиденья могут делать из различных видов древесных материалов, таких как дуб или орех, другие делают мягкими для дополнительного комфорта. Была мода на разноцветным рисунок на сиденье, например цветы или газетная бумага. Сиденья делают из прозрачного пластика, внутри которого помещены небольшие декоративные элементы, такие как ракушки или монеты. Цена на сиденья для унитаза варьируется довольно значительно.
Была мода на декоративные текстильные чехлы для крышки унитаза. Их сторонники утверждают, что сиденье становится удобнее и это украшение туалета, а критики рассматривают их как проблему санитарии, которая создаёт ненужную работу.
Металлические унитазы, например, в тюрьмах, имеют встроенные сиденья для унитаза, которые нельзя снять, чтобы заключённый не смог воспользоваться им как оружием, щитом или для побега.

### Сиденья унитаза с открытым передом
Единый сантехнический кодекс Международной ассоциации работников сантехники и механиков, раздел 409.2.2, требует, чтобы «все сиденья унитаза, кроме сидений внутри жилых помещений или для частного использования, были открытого типа спереди». Исключение составляют туалеты с автоматическим дозатором чехлов для унитазов. Кодекс соблюдает большинство государственных органов, многие общественные туалеты имеют сиденья для унитаза с открытом передом (так называемые «раздельные сиденья»).
Целью данной конструкции сиденья является предотвращение контакта половых органов с сиденьем. Это также исключает загрязнение мочой этой части и позволяет легко вытирать её без контакта.

### Самоподнимающееся сиденье для унитаза
Одна из частых проблем в туалете - грязное сиденье для унитаза. Если сиденье опущено, то его часто пачкают (например, мочой). Для решения это проблемы придуманы самоподнимающиеся сиденья для унитаза. Они могут быть с электрическим подъемом (некоторые японские модели) или с механическим подъемом (например, пружинный механизм у сидений ToiCo).
Для общественных мест больше подходят сиденья с пружинным механизмом, поскольку они дешевле, надежнее, им не требуется электричество.

### Функционал

#### Медленное закрывание
В медленно закрывающемся сиденье используются специальные шарниры, которые не дают сиденью быстро опускаться и громко хлопать о чашу.

#### Подогрев
Высокотехнологичные сиденья для унитазов могут включать множество функций, таких как подогрев, биде и фен. Высокотехнологичные сиденья наиболее распространены в Японии, где сиденье со встроенными биде в разговорной речи называют Washlet, в честь известного бренда. Сиденья для унитаза с электрическим подогревом популярны в Японии с 1970-х годов. Так как японские туалеты часто не отапливаются, сиденье унитаза служит обогревателем. Встроенные биде существуют примерно с 1980 года, и с тех пор стали очень популярными в Японии и становятся все более распространёнными в большинстве других развитых стран.
Сиденья с водяным подогревом были установлены в королевских домах в Великобритании в двадцатом веке. Первое электрическое сиденье для унитаза изготовил Сирил Реджинальд Клэйтон в Сент-Леонардс-он-Си в Сассексе. Патент Великобритании был оформлен 5 января 1959 г., подан 4 января 1960 г. и выдан в августе 1963 г. (патент Великобритании № 934209). Первая модель, Deluxete, была сделана из стекловолокна с нагревательным элементом в крышке, который включался ртутным выключателем и который нагревал сиденье, когда крышка была опущена. Ещё один патент Великобритании был подан на дезодорирующую модель со встроенным вентилятором 20 мая 1970 года. Он был выдан 17 мая 1972 г. (патент Великобритании № 1260402). Сначала продавался под маркой «Deodar», позже как «Readywarm». Среди первых пользователей Deluxete был гонщик Стирлинг Мосс. С разрешения Реджинальда Клейтона сиденье с электрическим подогревом было доработано японской фирмой Matsushita. В 1993 году Мэтт ДиРоберто из Вустера, штат Массачусетс, изобрёл мягкое сиденье для унитаза, ставшее хитом в начале 1990-х.

### Унитаз без сиденья
Унитаз без сиденья намного чище, его легче чистить. Структурно прочный и жёсткий край фарфорового унитаза позволяет сидеть также хорошо. Пользователи, не знающие о возможности сидеть на унитазе такого типа, могут сидеть на нем с ногами в позе орла.

## Производители
Крупные известные производители это Toto (Washlet) в Японии, Bemis Manufacturing Company и Kohler Co. в США.

## Общество и культура

### Юмор
Сиденье для унитаза служит мишенью гэгов, туалетного юмора. Наиболее всего известен гэг, в котором кто-либо выбегает из туалета после взрыва с сиденьем унитаза на шее. В телевизионном шоу «Dead Like Me» главная героиня Джордж Ласс убита возвращающимся в атмосферу сиденьем унитаза с космической станции «Мир».

### Сиденье унитаза ВМС США
Противолодочный самолет P-3C Orion был введён в эксплуатацию в 1962 году. В 1987 году было установлено, что кожух на унитаз нуждается в замене. Поскольку самолёт был снят с производства, это потребовало бы новых инструментов для производства. Для этих бортовых туалетов требовался формованный кожух из стекловолокна уникальной формы, который должен был соответствовать техническим условиям по виброустойчивости, весу и долговечности. Формы должны были быть изготовлены специально, так как прошли десятилетия с момента их первоначального производства. В цене были отражены проектные работы и стоимость оборудования для их изготовления. Корпорация Lockheed взяла 34 560 долларов за 54 унитаза или 640 $ за каждый.
Президент Рональд Рейган провёл телевизионную пресс-конференцию в 1987 году, где он поднял один из этих кожухов и заявил: «Мы не покупали сиденья для унитаза за 600 долларов. Мы купили пластиковое покрытие за 600 долларов для всей туалетной системы». Представитель Пентагона, Гленн Флуд, заявил: «Первоначальная цена, которую с нас взяли, была 640 долларов, не только за сиденье унитаза, но и за большую сборку из литого пластика, охватывающую все сиденье, бак и полную сборку унитаза. Само сиденье стоит 9 долларов и несколько центов. … Поставщик взимал слишком много, и мы скорректировали сумму». Президент Локхид в то время, Лоуренс Китч, скорректировал цену до 100 долларов за каждое и вернул 29 165 долларов. «Эта акция призвана положить конец искусственной проблеме», — заявила Китчен.